# Ramones Mania Vol. 2
Ramones Mania Vol. 2 kompilacijski je album od američkog punk rock sastava Ramones, koji izlazi u travnju 2000.g. Album je nastavak njihovog prvog kompilacijskog albuma iz 1988. Ramones Mania . Materijal se sastoji od 25 skladbi koje dolaze sa studijskih albuma,  Brain Drain, Mondo Bizarro, Acid Eaters, ¡Adios Amigos! i Greatest Hits Live. Kompilacija je objavljena 2000. godine samo u Japanu od diskografske kuće EMI.

## Popis pjesama
1. "Censorshit" - 3:25 (Joey Ramone)
2. "Poison Heart" - 4:03 (Dee Dee Ramone / Daniel Rey)
3. "Strength To Endure" - 2:59 (Dee Dee Ramone / Daniel Rey)
4. "It's Gonna Be Alright" - 3:19 (Joey Ramone / Andy Shernoff)
5. "Take It As It Comes" - 2:07 (Jim Morrison / John Densmore / Robby Krieger / Ray Manzarek)
6. "I Won't Let It Happen" - 2:20 (Joey Ramone / Andy Shernoff)
7. "Touring" - 2:50 (Joey Ramone)
8. "Journey To The Center Of The Mind" - 2:51 (Ted Nugent / Steve Farmer)
9. "Substitute" - 3:14 (Pete Townshend)
10. "Somebody To Love" - 2:31 (Darby Slick)
11. "7 And 7 Is" - 1:50 (Arthur Lee)
12. "My Back Pages" - 2:26 (Bob Dylan)
13. "Have You Ever Seen The Rain?" - 2:21 (John Fogerty)
14. "I Don't Want To Grow Up" - 2:43 (Tom Waits / Kathleen Brennan)
15. "The Crusher" - 2:24 (Dee Dee Ramone / Daniel Rey)
16. "Life's A Gas" - 3:32 (Joey Ramone)
17. "Take The Pain Away" - 2:41 (Dee Dee Ramone / Daniel Rey)
18. "I Love You" - 2:19 (Johnny Thunders)
19. "Cretin Family" - 2:07 (Dee Dee Ramone / Daniel Rey)
20. "Have A Nice Day" - 1:38 (Marky Ramone / Garret Uhlenbrook)
21. "Got A Lot to Say" - 1:39 (C.J. Ramone)
22. "She Talks To Rainbows" - 3:12 (Joey Ramone)
23. "Spiderman" - 2:05 (Robert Harris / Paul Francis Webster)
24. "Anyway You Want It"' - 2:18 (Dave Clark)
25. "R.A.M.O.N.E.S." - 1:22 (Lemmy / Würzel / Phil Cambell / Phil "Philthy Animal" Taylor)